# 襄阳街街道
襄阳街街道，是中华人民共和国湖南省常德市津市市下辖的一个乡镇级行政单位。

## 行政区划
襄阳街街道下辖以下地区：
襄阳街社区、汤家湖社区、古大同社区、盐矿社区、阳由社区、澧阳社区和荷花社区。